# Tegenaria baronii
Tegenaria baronii là một loài nhện trong họ Agelenidae.
Loài này thuộc chi Tegenaria. Tegenaria baronii được Paolo Marcello Brignoli miêu tả năm 1977.